# The Firefly of Tough Luck
The Firefly of Tough Luck è un film muto del 1917 diretto da E. Mason Hopper.

## Trama

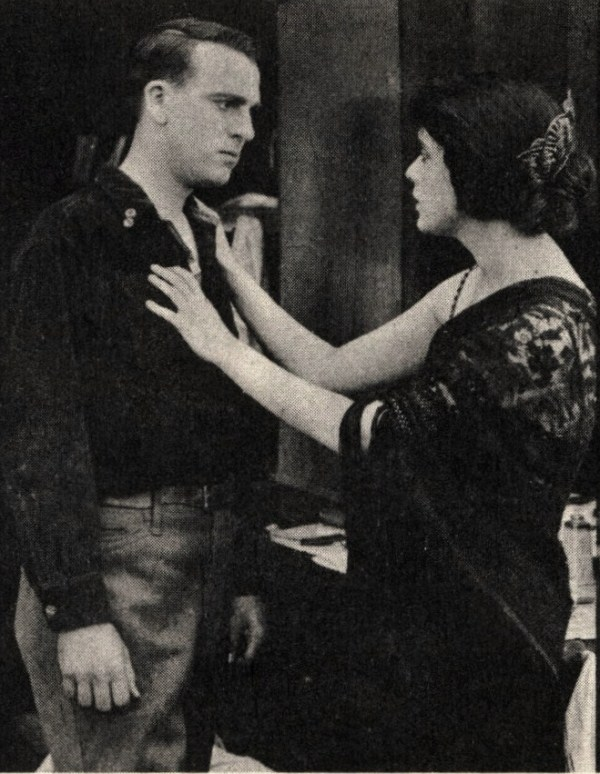
Charles Gunn e Alma Rubens

Baxter City è diventata una città fantasma quando, in zona, si sono esaurite le vene d'oro. Due cercatori, "Tough Luck" Baxter e "Happy Jack" Clarke vi ritornano, trovando la città deserta ad eccezione della presenza di Danny Ward, un ex atleta, e Firefly, una cantante di music hall, che Danny ha salvato nel deserto. Tutti insieme, i quattro riescono a trovare l'oro. Danny, che si è innamorato di Firefly, le chiede di sposarlo ma lei è già sposata con Wilcox, un individuo poco raccomandabile che l'aveva mandata a Baxter City da sola e che ora, arrivato anche lui in città, cerca di rubare l'oro trovato dai quattro compagni. Scoperto, a Wilcox viene imposto di andarsene; Firefly, per lealtà nei suoi confronti, decide di partire con lui. Danny, che li ha seguiti, ritrova Firefly sola e abbandonata nel deserto: il marito l'ha lasciata, rubandole il denaro e la sua acqua ma la giustizia divina ha provveduto a punirlo quando è stato morso da un serpente a sonagli. Firefly ora libera può tornare a Baxter City insieme all'uomo che l'ama.

## Produzione
Il film fu prodotto dalla Triangle Film Corporation. Non è chiaro se Alfred L. Werker abbia preso parte alla lavorazione in qualità di assistente alla regia, direttore del casting o ambedue le cose.

## Distribuzione
Distribuito dalla Triangle Distributing, il film uscì nelle sale cinematografiche degli Stati Uniti il 21 ottobre 1917. Nel 1921 ne fu fatta una riedizione che fu distribuita il 6 novembre.